# الكسندر ماكلين
الكسندر ماكلين هو سياسي كندي، ولد في 14 فبراير 1793، وتوفي في 16 أبريل 1875.